# ザ・ムーングロウズ
ザ・ムーングロウズ（The Moonglows）は、アメリカ合衆国のドゥーワップ・グループである。
リード歌手のボビー・レスターの張りのある声と、バリトン担当のハーヴィー・フークァのブルージーな低音が特徴のグループである。代表曲に「シンシアリー」、「恋の十戒」、「モスト・オブ・オール」がある。

## 特徴
ムーングロウズは、ボビー・レスターとハーヴィー・フークァという二人のボーカリストがいる事で知られる。前述した通りレスターの声質は張りがあり、特にグループの代表曲「シンセアリー」、「ウィー・ゴー・トゥゲザー」といったバラード曲においては、レスターの艶があり力強い歌声が発揮される。
バリトン担当のハーヴィー・フークァはレスターの歌声とは打って変わり、ブルージーで軽快であり、「シー・ソー」や「マスカレード・イズ・オーバー」といったロックンロール風の曲、「プリーズ・センド・ミー・サムワン・トゥ・ラヴ」等のブルース風の曲でリードをとっている。やがてフークァが本格的にリードを取るようになってから録音した「恋の十戒」で、そのブルージーさが受ける。

## メンバー
- ボビー・レスター（Bobby Lester、本名:Robert Lester Dallas） - 1930年1月13日、ケンタッキー州ルイビル生まれ。リード担当。1980年10月15日肺癌のため死去。

- ハーヴィー・フークァ（Harvey Fuqua） - 1929年7月27日、ケンタッキー州ルイビル生まれ。バリトン担当。2010年7月6日、心臓発作のため死去。少年時代のマーヴィン・ゲイを引き受け、大歌手に育て上げた。

- プレンティス・バーンズ（Prentiss Barnes） - 1925年4月25日、ミシシッピ州マグノリア生まれ。バス担当。2006年9月30日、交通事故のため死去。

- ピート・グレイヴス（Pete Graves、本名:Alexander Walton） - 1936年4月17日、アラバマ州ベッセマー生まれ。テノール担当。2006年死去。

- ボビー・ジョンソン（Bobby Johnson、本名:William McDowell Johnson） - 1928年8月20日、コネチカット州ハートフォード生まれ。ギター担当。1987年4月28日死去。

## 来歴
インク・スポッツのチャーリー・フークァの甥であるハーヴィー・フークァは、プレンティス・バーンズとダニー・コギンスの二人と共にクレイジー・サウンズというグループを1951年に結成する。ボビー・レスターが後に加わる。1952年、クリーブランドのクラブで活動していた所をDJのアラン・フリードの目に止まり、グループのマネージャーとして参加する。クレイジー・サウンズはフリードによってムーングロウズと名を変える。コギンスが脱退し、ピート・グレイヴスとギターのボビー・ジョンソンが加わる。
同年、フリードが立ち上げたシャンペーン・レコードからデビューを果たすが、成功する事は無かった。次に契約したチャンス・レコードでは、成功しなかったのはおろか、倒産してしまうという憂き目にあう。しかしグループの更なる努力とフリードの強力なバックアップにより、全国的に知名度を上げて行く。その活動が功を奏し、1954年にグループは後にチャック・ベリーやボ・ディドリーらが所属するシカゴのレコード会社、チェス・レコードと契約を交わす。
そしてチェス・レコードから発売した1枚目のシングル「シンセアリー」が大ヒットし、1955年にR&Bチャートの1位を記録する。また同月にレコード会社は、ムーングロウズがバラードのグループとして認知されるのを危惧し、一時的にムーングロウズは「ボビー・レスター&ザ・ムーンライターズ」名義でシングルを2曲、チェス・レコード傘下のチェッカー・レコードで録音している。
「シンセアリー」に続くムーングロウズ名義のシングル、「モスト・オブ・オール」がヒットしたのをきっかけに、ムーングロウズは有名ドゥーワップ・グループとして全国的に名を広める事となる。1956年には映画「ロック・ロック・ロック」に同じレーベル所属のチャック・ベリーやザ・フラミンゴスと共に出演し、歌っている。この頃から、フリードとのマネージャー関係は消化している。また、グループは同レーベル所属のボ・ディドリーのレコーディングにもバックコーラスとして参加している。
1958年、リードを務めていたボビー・レスターがソロ活動のため脱退。グループ名を「ハーヴィー・フークァ&ザ・ムーングロウズ」とし、同年にシングル「恋の十戒」を発表し、ムーングロウズの人気も下火となってきたこの時期最大のヒットとなる。
その後もシングルを発表するが、1960年に解散する。フークァは、当時マーキーズというグループで活動していたマーヴィン・ゲイの才能を見出し、後に彼のプロデュースに力を注ぐ。
2000年にロックの殿堂パフォーマンス部門入りを果たす。

## ヒット曲
- 1955年: "Sincerely" (R&Bチャート1位、ポップチャート20位)
- 1955年: "Most Of All" (R&Bチャート5位)
- 1956年: "We Go Together" (R&Bチャート9位)
- 1956年: "See Saw" (R&Bチャート6位、ポップチャート25位)
- 1957年: "Please Send Me Someone To Love" (R&Bチャート5位、ポップチャート73位)
- 1958年: "Ten Commandments Of Love" (R&Bチャート9位、ポップチャート22位)